# Conidioforo
Il conidioforo è la parte di un'ifa fungina da cui si generano i conidi. 

## Descrizione
A seconda del tipo di fungo considerato, il conidioforo può assumere forma differente sia riguardo alla struttura e disposizione dei conidi sia riguardo al differente supporto. 
Nel genere Aspergillus il conidioforo presenta alla sua sommità un ispessimento chiamato vescicola. Su di essa si forma la metula da cui si origina, a sua volta, la fialide. Una forma diversa è invece caratteristica del genere Penicillium, dove nella parte superiore del conidioforo sono presenti ramificazioni multiple che tendono a diramarsi dicotomicamente. Anche nel genere Trichoderma è possibile notare ramificazioni multiple, con numerosi rami e una forma piramidale assunta dal conidioforo. 
Piuttosto differenti sono i basidiomiceti, caratterizzati da un robusto basidio claviforme che porta un numero fisso di conidi (esattamente quattro) sorretti dallo sterigma. Nel genere Verticillium, i conidiofori eretti sono ramificazioni con una disposizione in verticilli.

## Galleria d'immagini

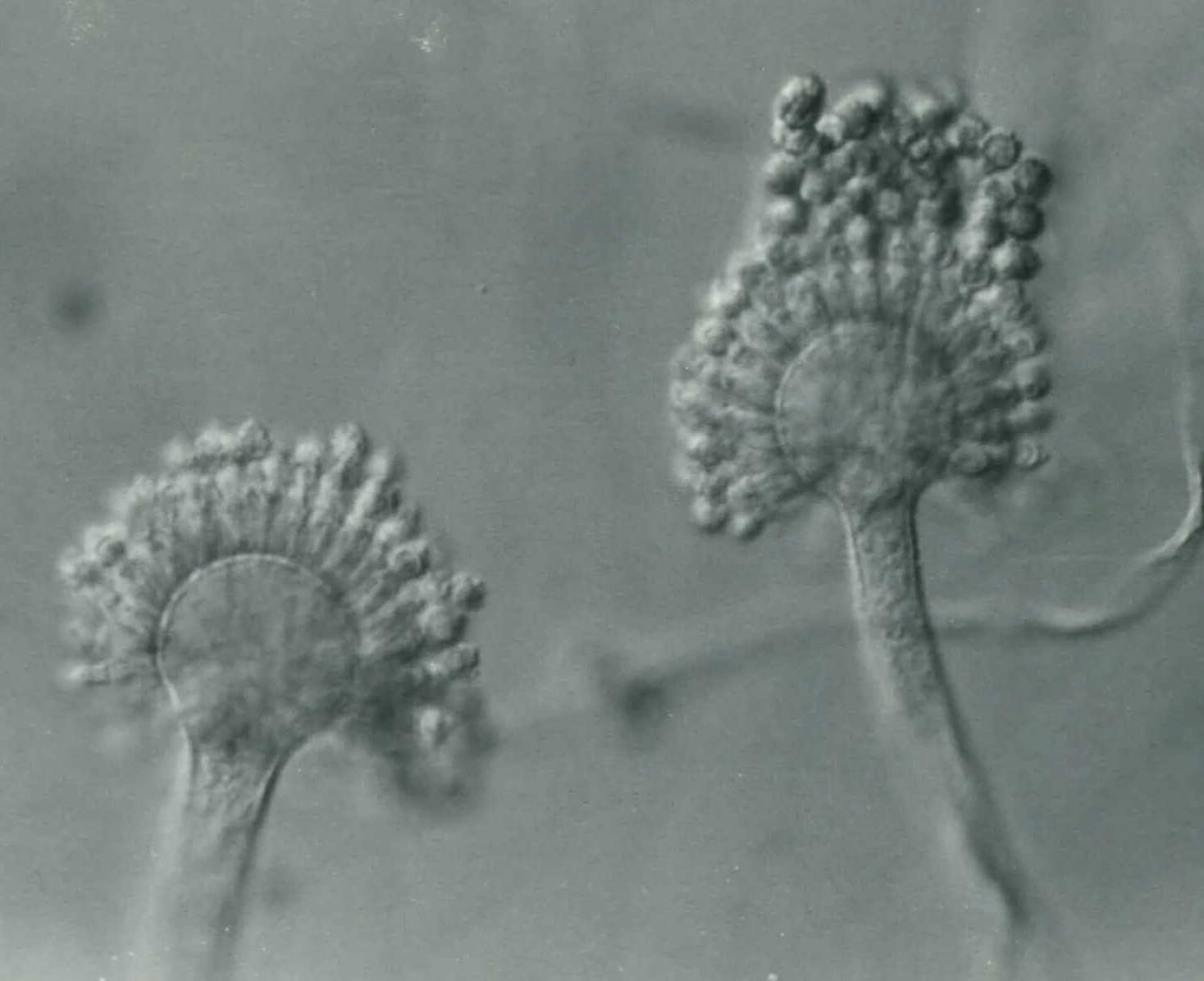
Aspergillus parasiticus
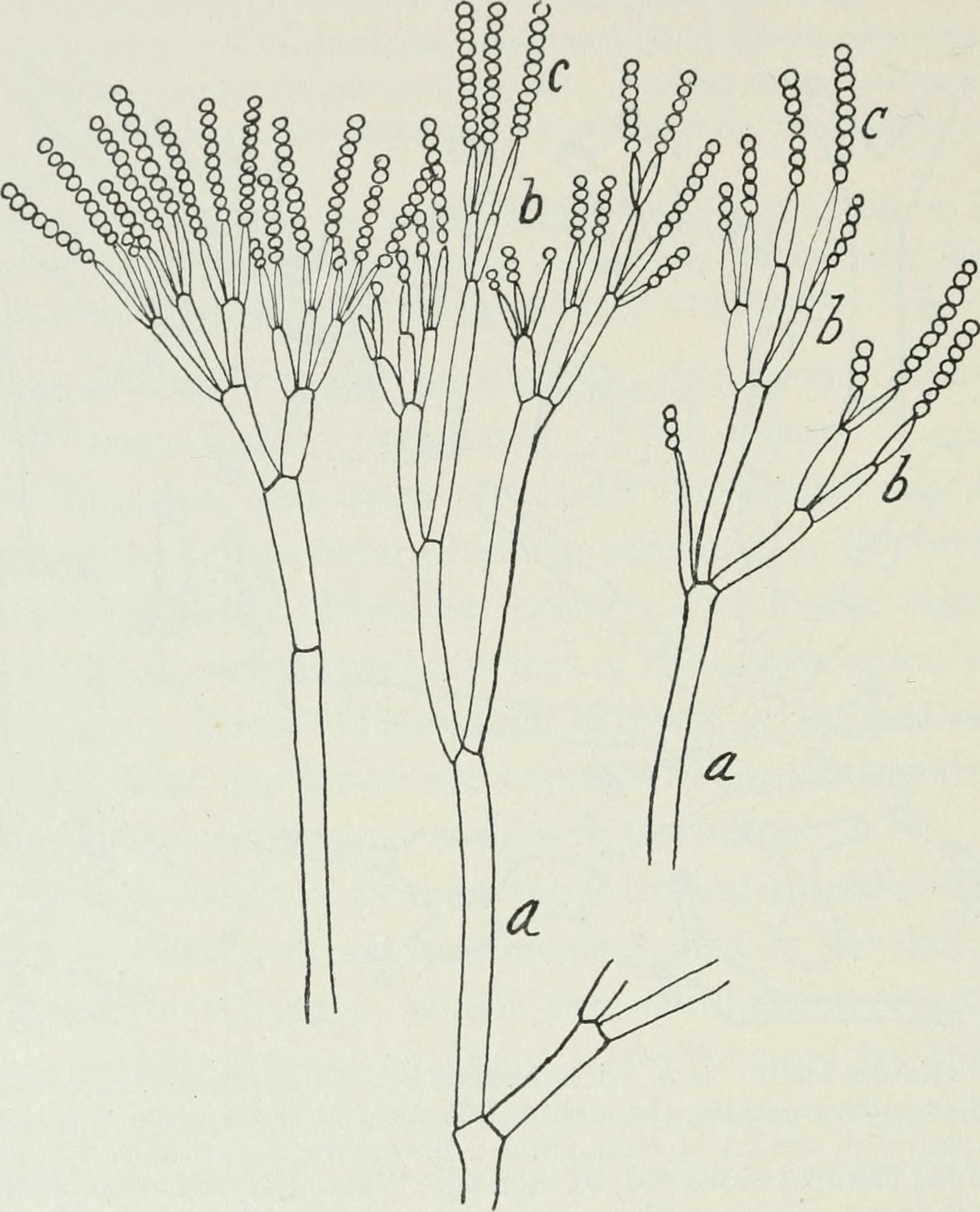
Penicillium glaucum
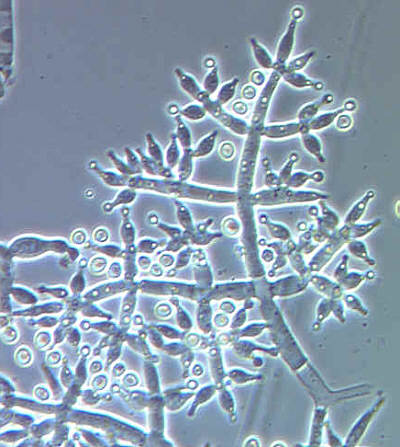
Trichoderma harzianum
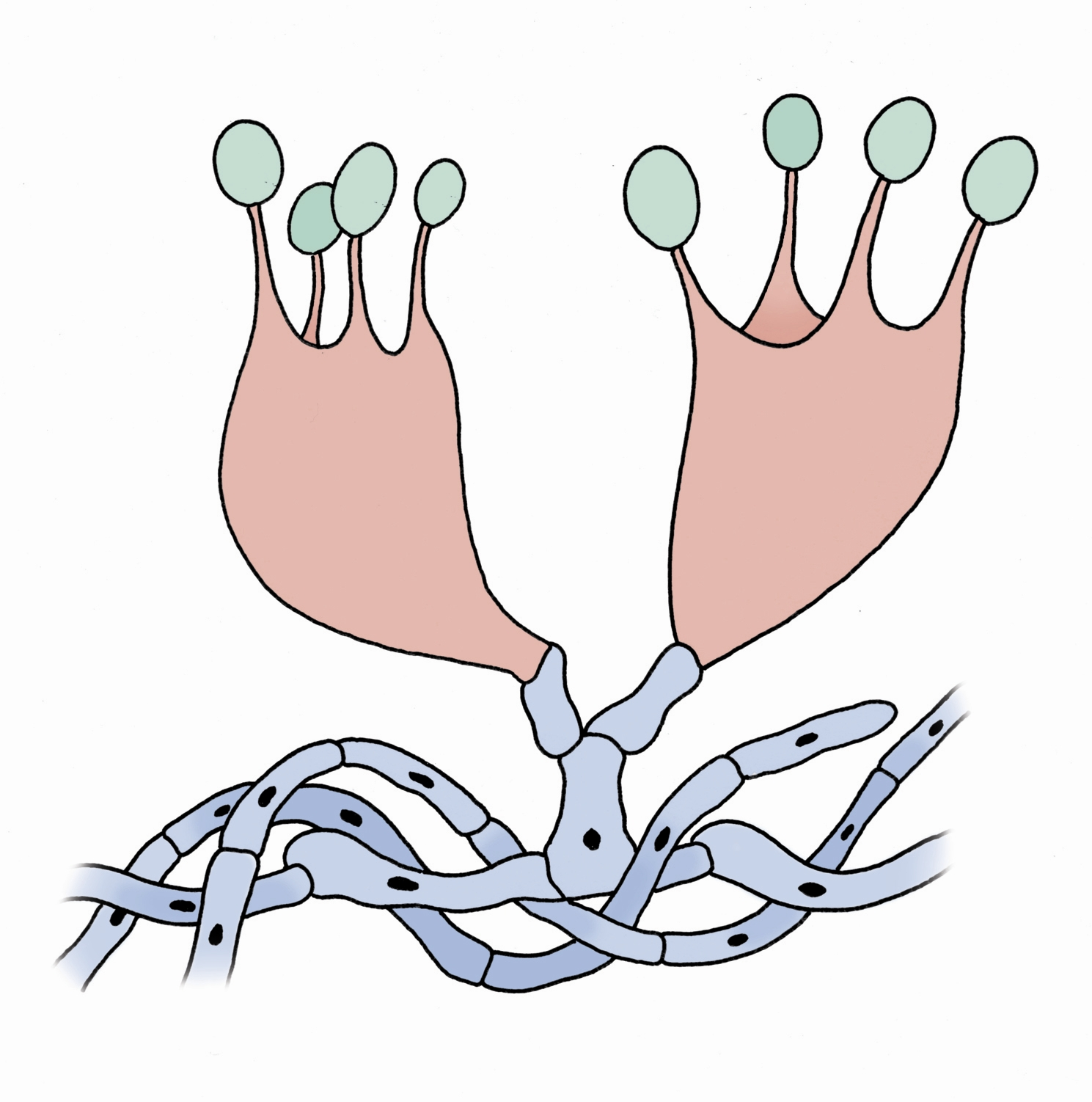
Basidio (in rosa) con i quattro conidi in sommità
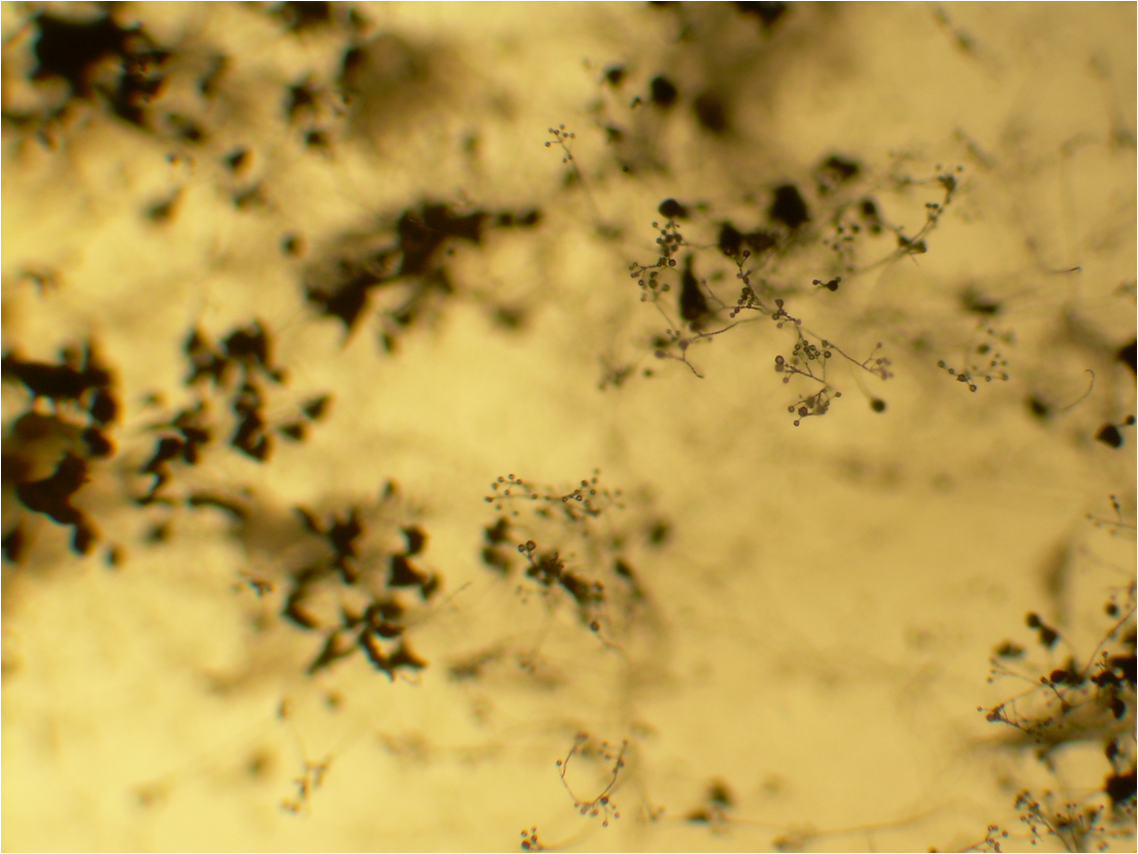
Conidiofori di Verticillium